# Хонкайоки
Хонкайоки (фин. Honkajoki) — община в провинции Сатакунта, губерния Западная Финляндия, Финляндия. Общая площадь территории — 333,02 км², из которых 1,8 км² — вода.

## Демография
На 31 января 2011 года в общине Хонкайоки проживало 1885 человек: 985 мужчин и 900 женщин.
Финский язык является родным для 95,42% жителей, шведский — для 0,21%. Прочие языки являются родными для 4,37% жителей общины.
Возрастной состав населения:
- до 14 лет — 13,26%
- от 15 до 64 лет — 63,5%
- от 65 лет — 22,86%

Изменение численности населения по годам:
| Год  | Численность |
| ---- | ----------- |
| 1980 | 2559        |
| 1990 | 2393        |
| 2000 | 2170        |
| 2010 | 1878        |
| 2011 | 1885        |